# Warren Duff
Warren B. Duff (* 17. Mai 1904 in San Francisco, Kalifornien, Vereinigte Staaten; † 5. August 1973 in Los Angeles) war ein US-amerikanischer Theaterproduzent, Drehbuchautor und Filmproduzent.

## Leben und Wirken
Duff begann seine Künstlerkarriere in den 1920er Jahren, als er als Produzent Bühnenstücke für das Repertoiretheater im Großraum New York auf die Beine stellte. Mit Beginn der 1930er Jahre gelang ihm der Wechsel zum Film, und Duff verfasste zunächst Manuskripte für Produktionen obskurer Kleinstfirmen wie Tiffany Productions und K.B.S. Productions. Mit dem Wechsel zu Warner Bros. erhielt Duff deutlich höherwertige Drehbuchaufträge und schrieb fortan Geschichten zu handfesten Gangsterfilmen, Thrillers aber auch zu Romanzen mit Musikanteilen.
Seine größten Erfolge erzielte er bis Ende des Jahrzehnts mit seinen Manuskripten zu klassischen Männerstoffen, in denen „tough guy“-Stars wie James Cagney und/oder George Raft die Hauptrollen spielten, darunter Ein schwerer Junge, Frisco, die Stadt ohne Gesetz, Chicago – Engel mit schmutzigen Gesichtern, Die wilden Zwanziger, Todesangst bei jeder Dämmerung, Oklahoma Kid und Zwölf Monate Bewährungsfrist. Duff betreute drehbuchtechnisch aber auch diverse Warner-Bros.-Musikfilmproduktionen mit Genre-Stars, darunter Sweet Music mit Rudy Vallée, Caliente, die Stadt der Freuden mit Dolores del Río, The Singing Kid mit Al Jolson sowie Broadway Gondolier und Gold Diggers of 1937, beides mit Dick Powell.
Mit Beginn der 1940er Jahre, als das klassische Gangsterkino ebenso wie das althergebrachte Hollywood-Filmmusical im Niedergang begriffen war, wendete sich Warren Duff anderen Themenkreisen zu und wurde von seinem neuen Arbeitgeber RKO Pictures ab 1944 nunmehr auch als Filmproduzent eingesetzt. Mitte der 1950er Jahre beendete Warren Duff seine Tätigkeit für das Kino und wendete sich sowohl als Produzent wie auch als Drehbuchautor dem (Serien-)Fernsehen zu. Hier zeichnete er für zahllose Folgen populärer Dauerbrenner wie Markham, Die Leute von der Shiloh Ranch, Mannix, Gauner gegen Gauner, Dan Oakland, FBI, Invasion von der Wega und Der Chef verantwortlich. 1972 beendete Warren Duff seine Tätigkeit, bereits im darauf folgenden Jahr starb er an einer Krebserkrankung.

## Filmografie
- 1931: X Marks the Spot
- 1932: Hotel Continental
- 1932: Uptown New York
- 1933: The Big Brain
- 1933: The Constant Woman
- 1933: Deluge
- 1934: Midnight Alibi
- 1934: Heat Lightning
- 1934: Ein schwerer Junge (The St. Louis Kid)
- 1935: Sweet Music
- 1935: Caliente, die Stadt der Freuden (In Caliente)
- 1935: Frisco Kid
- 1935: Broadway Gondolier
- 1936: The Singing Kid
- 1936: Stage Struck
- 1936: Gold Diggers of 1937
- 1937: Stolen Holiday
- 1937: Varsity Show
- 1937: Submarine D-1
- 1937: Goldene Erde Kalifornien (Gold is Where you Find It)
- 1938: Chicago – Engel mit schmutzigen Gesichtern (Angels with Dirty Faces)
- 1938: Gold Diggers in Paris
- 1939: Oklahoma Kid (The Oklahoma Kid)
- 1939: Die wilden Zwanziger (The Roaring Twenties)
- 1939: Todesangst bei jeder Dämmerung (Each Dawn I Die)
- 1939: Geheimagenten (Espionage Agent)
- 1939: Zwölf Monate Bewährungsfrist (Invisible Stripes)
- 1940: ‘Til We Meet Again
- 1941: The Lady from Cheyenne
- 1941: Shining Victory
- 1943: Keine Zeit für Liebe (No Time for Love)
- 1943: The Fallen Sparrow
- 1943: The Iron Major
- 1944: Ledernacken (Marine Raiders)
- 1944: Experiment in Terror (Experiment Perilous) (auch Produktion)
- 1946: Lady Luck (nur Produktion)
- 1947: Honeymoon (nur Produktion)
- 1947: Goldenes Gift (Out of the Past) (nur Produktion)
- 1949: Todesfalle von Chikago (Chicago Deadline)
- 1950: Inspektor Goddard (Appointment with Danger)
- 1950: Endstation Mord (Gambling House) (nur Produktion)
- 1951: Sealed Cargo (nur Produktion)
- 1951: The Turning Point
- 1953: Beeil dich zu leben (Make Haste to Live)
- 1955: Die Barrikaden von San Antone (The Last Command)
- 1967: Three for Danger (Fernsehfilm)